# Saint George (Antígua e Barbuda)
Saint George é uma paróquia de Antígua e Barbuda localizada na ilha de Antígua. Sua capital é a cidade de Coolidge.